# Colibrí inca de Huánuco
El colibrí inca de Huánuco (Coeligena dichroura) és una espècie d'ocell de la família dels troquílids (Trochilidae) que habita des del sud d'Equador fins al nord, centre i oest del Perú.
Considerat una subespècie de Coeligena violifer per diversos autors..